# Lista de maiores fracassos de bilheteria
Na indústria do cinema e da mídia, se um filme lançado em cinema cuja arrecadação não supera o ponto de equilíbrio mesmo por uma pequena diferença, ele é considerado uma bomba de bilheteria ou fracasso comercial (box office bomb em Inglês). Estes déficits podem levar a falência a distribuidoras, estúdios ou a empresa de produção que investiram na produção do filme.

## Maiores prejuízos registrados
Todos os filmes a seguir tiveram prejuízos documentados de pelo menos US$100 milhões, sejam nominais ou após ajustes contando inflação. Os filmes marcados com § foram lançados durante a pandemia de COVID-19, que impôs limitações no funcionamento de cinemas e assim prejudicou faturamentos.
| Título                                      | Ano  | Orçamento (milhões de US$) | Faturamento global (milhões de US$) | Prejuízo estimado (milhões de US$) | Prejuízo estimado (milhões de US$) | Ref.      |
| Título                                      | Ano  | Orçamento (milhões de US$) | Faturamento global (milhões de US$) | Nominal                            | Ajustado com inflação              | [ nb 1 ]  |
| ------------------------------------------- | ---- | -------------------------- | ----------------------------------- | ---------------------------------- | ---------------------------------- | --------- |
| The 13th Warrior                            | 1999 | $100–160                   | $61,7                               | $69–129                            | $126–236                           | [ # 1 ]   |
| 47 Ronin                                    | 2013 | $175–225                   | $151,8                              | $96                                | $126                               | [ # 2 ]   |
| The Adventures of Pluto Nash                | 2002 | $100                       | $7,1                                | $96                                | $163                               | [ # 3 ]   |
| The Adventures of Rocky and Bullwinkle      | 2000 | $76–98.6                   | $35,1                               | $63.5                              | $112                               | [ # 4 ]   |
| The Alamo                                   | 2004 | $107                       | $25,8                               | $94                                | $152                               | [ # 5 ]   |
| Alexander                                   | 2004 | $155                       | $167,3                              | $71                                | $115                               | [ # 6 ]   |
| Ali                                         | 2001 | $107                       | $87,7                               | $63                                | $108                               | [ # 7 ]   |
| Allied                                      | 2016 | $85                        | $118,6                              | $75–90                             | $95–114                            | [ # 8 ]   |
| Amsterdam                                   | 2022 | $80                        | $31,2                               | $108                               | $112                               | [ # 9 ]   |
| Around the World in 80 Days                 | 2004 | $110                       | $72,2                               | $74                                | $119                               | [ # 10 ]  |
| The Astronaut's Wife                        | 1999 | $75                        | $19,6                               | $65                                | $119                               | [ # 11 ]  |
| Ballistic: Ecks vs. Sever                   | 2002 | $70                        | $19,9                               | $70.1                              | $119                               | [ # 12 ]  |
| Battlefield Earth                           | 2000 | $73–103                    | $29,7                               | $73.3                              | $130                               | [ # 13 ]  |
| Battleship                                  | 2012 | $209–220                   | $303                                | $58–150                            | $77–199                            | [ # 14 ]  |
| Beloved                                     | 1998 | $80                        | $22,9                               | $68.5                              | $128                               | [ # 15 ]  |
| Ben-Hur                                     | 2016 | $100                       | $94,1                               | $75–120                            | $95–152                            | [ # 16 ]  |
| The BFG                                     | 2016 | $140                       | $179,6                              | $71–100                            | $90–127                            | [ # 17 ]  |
| Black Adam                                  | 2022 | $190–260                   | $393                                | $50–100                            | $52–104                            | [ # 18 ]  |
| Blackhat                                    | 2015 | $70                        | $19,7                               | $68–90                             | $87–116                            | [ # 19 ]  |
| The Call of the Wild                        | 2020 | $125–150                   | $107,6                              | $50–100                            | $59–118                            | [ # 20 ]  |
| Cats                                        | 2019 | $90–100                    | $73,7                               | $71–113.6                          | $85–135                            | [ # 21 ]  |
| Chaos Walking                               | 2021 | $100                       | $26,5                               | $112                               | $126                               | [ # 22 ]  |
| Chill Factor                                | 1999 | $34–70                     | $11,8                               | $64                                | $117                               | [ # 23 ]  |
| A Christmas Carol                           | 2009 | $175–200                   | $325,3                              | $50–100                            | $71–142                            | [ # 24 ]  |
| The Chronicles of Riddick                   | 2004 | $105–120                   | $115,8                              | $47–73                             | $76–118                            | [ # 25 ]  |
| Cowboys & Aliens                            | 2011 | $163                       | $174,8                              | $63–75                             | $85–102                            | [ # 26 ]  |
| Cutthroat Island                            | 1995 | $98                        | $18,3                               | $105                               | $210                               | [ # 27 ]  |
| Dark Phoenix                                | 2019 | $200                       | $252,4                              | $79–133                            | $96–161                            | [ # 28 ]  |
| Deepwater Horizon                           | 2016 | $110–120                   | $119,5                              | $60–113                            | $76–143                            | [ # 29 ]  |
| Devotion                                    | 2022 | $90                        | $21,8                               | $89–104                            | $93–108                            | [ # 30 ]  |
| Dolittle                                    | 2020 | $175                       | $227,9                              | $50–100                            | $59–118                            | [ # 31 ]  |
| Driven                                      | 2001 | $94                        | $54,7                               | $67                                | $115                               | [ # 32 ]  |
| Dudley Do-Right                             | 1999 | $70                        | $10                                 | $65                                | $119                               | [ # 33 ]  |
| Evan Almighty                               | 2007 | $175                       | $173,4                              | $87                                | $128                               | [ # 34 ]  |
| The Fall of the Roman Empire                | 1964 | $18.4                      | $4,8                                | $14.3                              | $140                               | [ # 35 ]  |
| Fantastic Four                              | 2015 | $120–125                   | $168                                | $80–100                            | $103–129                           | [ # 36 ]  |
| Fathers' Day                                | 1997 | $85                        | $35,7                               | $67                                | $127                               | [ # 37 ]  |
| Final Fantasy: The Spirits Within           | 2001 | $137                       | $85,1                               | $94                                | $162                               | [ # 38 ]  |
| The Flash                                   | 2023 | $200                       | $271.3                              | $155                               | 155 ! $155                         | [ # 39 ]  |
| Gemini Man                                  | 2019 | $138                       | $173,5                              | $111.1                             | $132                               | [ # 40 ]  |
| Ghost in the Shell                          | 2017 | $110–180                   | $169,8                              | $60–100                            | $75–124                            | [ # 41 ]  |
| Gigli                                       | 2003 | $75.6                      | $7,3                                | $72                                | $119                               | [ # 42 ]  |
| Gods of Egypt                               | 2016 | $140                       | $150,7                              | $76–90                             | $96–114                            | [ # 43 ]  |
| The Good Dinosaur                           | 2015 | $175–200                   | $332,2                              | $85                                | $109                               | [ # 44 ]  |
| The Great Raid                              | 2005 | $80                        | $10,8                               | $75                                | $117                               | [ # 45 ]  |
| Green Lantern                               | 2011 | $200                       | $219,9                              | $75–90                             | $102–122                           | [ # 46 ]  |
| Hard Rain                                   | 1998 | $70                        | $19,9                               | $60                                | $112                               | [ # 47 ]  |
| Hart's War                                  | 2002 | $70–95                     | $32,3                               | $62.7                              | $106                               | [ # 48 ]  |
| Haunted Mansion                             | 2023 | $150                       | $117.4                              | $117–127                           | $117–127                           | [ # 49 ]  |
| Heaven's Gate                               | 1980 | $44                        | $3,5                                | $40.5                              | $150                               | [ # 50 ]  |
| Home on the Range                           | 2004 | $110                       | $76,5                               | $71.8                              | $116                               | [ # 51 ]  |
| How Do You Know                             | 2010 | $100                       | $48,7                               | $104                               | $145                               | [ # 52 ]  |
| Hudson Hawk                                 | 1991 | $65                        | $17,2                               | $47.8                              | $107                               | [ # 53 ]  |
| Hugo                                        | 2011 | $150–170                   | $185,8                              | $91                                | $123                               | [ # 54 ]  |
| Inchon                                      | 1982 | $46                        | $5,2                                | $40.8                              | $129                               | [ # 55 ]  |
| Indiana Jones and the Dial of Destiny       | 2023 | $326                       | $384                                | $143                               | $143                               | [ # 56 ]  |
| Instinct                                    | 1999 | $80                        | $34,1                               | $63                                | $115                               | [ # 57 ]  |
| The Invasion                                | 2007 | $80                        | $40                                 | $71                                | $104                               | [ # 58 ]  |
| Ishtar                                      | 1987 | $51–55                     | $14,4                               | $40.6                              | $109                               | [ # 59 ]  |
| Jack Frost                                  | 1998 | $40–85                     | $34,6                               | $68                                | $127                               | [ # 60 ]  |
| Jack the Giant Slayer                       | 2013 | $185–200                   | $197,7                              | $103                               | $135                               | [ # 61 ]  |
| John Carter                                 | 2012 | $263.7                     | $284,1                              | $112–200                           | $149–265                           | [ # 62 ]  |
| Joker: Folie à Deux                         | 2024 | $190–200                   | $206,4                              | $125–200                           | $125–200                           | [ # 63 ]  |
| Jungle Cruise §                             | 2021 | $200                       | $220,9                              | $150                               | $169                               | [ # 64 ]  |
| Jupiter Ascending                           | 2015 | $175                       | $184                                | $95–120                            | $122–154                           | [ # 65 ]  |
| K-19: The Widowmaker                        | 2002 | $100                       | $65,7                               | $67                                | $113                               | [ # 66 ]  |
| King Arthur: Legend of the Sword            | 2017 | $175                       | $148,7                              | $112–153.2                         | $139–190                           | [ # 67 ]  |
| Krull                                       | 1983 | $27                        | $16,5                               | $33.5                              | $102                               | [ # 68 ]  |
| The Last Duel                               | 2021 | $100                       | $30,6                               | $99                                | $111                               | [ # 69 ]  |
| Lightyear                                   | 2022 | $200                       | $226,4                              | $106–122                           | $110–127                           | [ # 70 ]  |
| Lolita                                      | 1997 | $62                        | $1,1                                | $61                                | $116                               | [ # 71 ]  |
| The Lone Ranger                             | 2013 | $225–250                   | $260,5                              | $160–190                           | $209–249                           | [ # 72 ]  |
| The Man from U.N.C.L.E.                     | 2015 | $75                        | $109,8                              | $80                                | $103                               | [ # 73 ]  |
| Mars Needs Moms                             | 2011 | $150                       | $39                                 | $100–144                           | $135–195                           | [ # 74 ]  |
| The Marvels                                 | 2023 | $270                       | $206.1                              | $237                               | $237                               | [ # 75 ]  |
| The Matrix Resurrections §                  | 2021 | $190                       | $156,5                              | $130                               | $146                               | [ # 76 ]  |
| Missing Link                                | 2019 | $102.3                     | $26,2                               | $101.3                             | $121                               | [ # 77 ]  |
| Monkeybone                                  | 2001 | $75                        | $7,6                                | $71                                | $122                               | [ # 78 ]  |
| Monster Trucks                              | 2016 | $125                       | $64,5                               | $108–123.1                         | $137–156                           | [ # 79 ]  |
| Moonfall                                    | 2022 | $138                       | $67,3                               | $138                               | $144                               | [ # 80 ]  |
| Mortal Engines                              | 2018 | $110                       | $83,7                               | $174.8                             | $212                               | [ # 81 ]  |
| Mulan §                                     | 2020 | $200                       | $66,8                               | $141                               | $166                               | [ # 82 ]  |
| The Mummy                                   | 2017 | $195                       | $410                                | $60–95                             | $75–118                            | [ # 83 ]  |
| The Nutcracker in 3D                        | 2010 | $90                        | $20,5                               | $82                                | $115                               | [ # 84 ]  |
| Onward §                                    | 2020 | $175–200                   | $142                                | $130                               | $153                               | [ # 85 ]  |
| Osmosis Jones                               | 2001 | $70                        | $14                                 | $63                                | $108                               | [ # 86 ]  |
| Pan                                         | 2015 | $150                       | $128,4                              | $86–150                            | $111–193                           | [ # 87 ]  |
| Peter Pan                                   | 2003 | $130.6                     | $122                                | $70                                | $116                               | [ # 88 ]  |
| Poseidon                                    | 2006 | $160                       | $181,7                              | $83                                | $125                               | [ # 89 ]  |
| The Postman                                 | 1997 | $80                        | $20,8                               | $70                                | $133                               | [ # 90 ]  |
| The Promise                                 | 2016 | $90                        | $10,6                               | $93–102.1                          | $118–130                           | [ # 91 ]  |
| R.I.P.D.                                    | 2013 | $130–154                   | $78,3                               | $92                                | $120                               | [ # 92 ]  |
| Red Planet                                  | 2000 | $80                        | $33,5                               | $63                                | $111                               | [ # 93 ]  |
| Rise of the Guardians                       | 2012 | $145                       | $306,9                              | $87                                | $115                               | [ # 94 ]  |
| Robin Hood                                  | 2018 | $100                       | $85,7                               | $83.7                              | $102                               | [ # 95 ]  |
| Sahara                                      | 2005 | $160                       | $119,2                              | $78.4                              | $122                               | [ # 96 ]  |
| Seventh Son                                 | 2014 | $95                        | $114,2                              | $85                                | $109                               | [ # 97 ]  |
| Sinbad: Legend of the Seven Seas            | 2003 | $60                        | $80,8                               | $125                               | $207                               | [ # 98 ]  |
| Soldier                                     | 1998 | $60–75                     | $14,6                               | $60                                | $112                               | [ # 99 ]  |
| Solo: A Star Wars Story                     | 2018 | $250                       | $393,2                              | $76–123                            | $93–149                            | [ # 100 ] |
| Son of the Mask                             | 2005 | $100                       | $59,9                               | $70                                | $109                               | [ # 101 ] |
| A Sound of Thunder                          | 2005 | $80                        | $11,7                               | $74                                | $115                               | [ # 102 ] |
| Space Jam: A New Legacy §                   | 2021 | $150                       | $162,9                              | $111                               | $125                               | [ # 103 ] |
| Speed Racer                                 | 2008 | $120                       | $93,9                               | $88                                | $125                               | [ # 104 ] |
| Sphere                                      | 1998 | $73–80                     | $50,2                               | $61                                | $114                               | [ # 105 ] |
| Stealth                                     | 2005 | $135                       | $79,3                               | $96                                | $150                               | [ # 106 ] |
| Strange World                               | 2022 | $180                       | $73,6                               | $180–197                           | $187–205                           | [ # 107 ] |
| The Suicide Squad §                         | 2021 | $185                       | $167,4                              | $120                               | $135                               | [ # 108 ] |
| Supernova                                   | 2000 | $90                        | $14,8                               | $83                                | $147                               | [ # 109 ] |
| Tenet                                       | 2020 | $200                       | $363,7                              | $50–100                            | $59–118                            | [ # 110 ] |
| Terminator: Dark Fate                       | 2019 | $185–196                   | $261,1                              | $110–130                           | $131–155                           | [ # 111 ] |
| Timeline                                    | 2003 | $80                        | $26,7                               | $66.6                              | $110                               | [ # 112 ] |
| Titan A.E.                                  | 2000 | $75–90                     | $36,8                               | $100                               | $177                               | [ # 113 ] |
| Tomorrowland                                | 2015 | $180–190                   | $209                                | $90–150                            | $116–193                           | [ # 114 ] |
| Town & Country                              | 2001 | $90                        | $10,4                               | $85                                | $146                               | [ # 115 ] |
| Transformers: The Last Knight               | 2017 | $217–260                   | $605,4                              | $100+                              | $124+                              | [ # 116 ] |
| Treasure Planet                             | 2002 | $140                       | $109,6                              | $85                                | $144                               | [ # 117 ] |
| Turning Red §                               | 2022 | $175                       | $19,8                               | $167                               | $174                               | [ # 118 ] |
| Valerian and the City of a Thousand Planets | 2017 | $177.2–180                 | $225,9                              | $82                                | $102                               | [ # 119 ] |
| West Side Story                             | 2021 | $100                       | $76                                 | $104                               | $117                               | [ # 120 ] |
| Wild Wild West                              | 1999 | $170                       | $217,7                              | $66.2                              | $121                               | [ # 121 ] |
| Windtalkers                                 | 2002 | $115–120                   | $77,6                               | $76–81                             | $129–137                           | [ # 122 ] |
| Wish                                        | 2023 | $200                       | $254.9                              | $131                               | $131                               | [ # 123 ] |
| The Wolfman                                 | 2010 | $150                       | $139,8                              | $76                                | $106                               | [ # 124 ] |
| Wonder Woman 1984 §                         | 2020 | $200                       | $166,5                              | $100–137                           | $118–161                           | [ # 125 ] |
| A Wrinkle in Time                           | 2018 | $125                       | $133,2                              | $130.6                             | $158                               | [ # 126 ] |
| xXx: State of the Union                     | 2005 | $113.1                     | $71                                 | $78                                | $122                               | [ # 127 ] |
| Zoom                                        | 2006 | $75.6                      | $12,5                               | $69                                | $104                               | [ # 128 ] |